# Academia Cervántica Española
La Academia Cervántica Española fue una institución española radicada en la ciudad de Vitoria, fundada en 1873. para la difusión y el estudio de la obra del escritor Miguel de Cervantes.

## Historia
Inaugurada el 1 de marzo de 1873, tuvo como primer director al helenista y cervantista Julián Apraiz Sáenz del Burgo. En aquella primera junta directiva figuraron también Fermín Herrán, que era secretario, y Federico Baráibar, bibliotecario, entre otros. En el discurso inaugural leído por Apraiz, que luego se recogió escrito en el siguiente número de El Ateneo, se confesó «abrumado [...] bajo el peso de la distinción tan grande como inmerecida» e hizo algunas consideraciones sobre La fuerza de la sangre, perteneciente a las Novelas ejemplares. La institución fue perdiendo fuelle cuando Herrán, uno de sus principales promotores, dejó Vitoria para mudarse a Bilbao. Habría languidecido hasta al menos el año 1905.